# Homo gautengensis

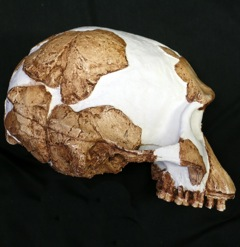
Der Schädel Stw 53, der von Curnoe als Holotyp des Homo gautengensis bezeichnet wurde

Homo gautengensis wurde im Mai 2010 vom australischen Paläoanthropologen und Primatologen Darren Curnoe von der University of New South Wales als Bezeichnung für südafrikanische Fossilien vorgeschlagen, die von anderen Forschern teils Homo habilis, teils Homo ergaster / Homo erectus zugeordnet werden.

## Namensgebung
Die Bezeichnung der Gattung Homo ist abgeleitet von lateinisch homo [ˈhɔmoː], dt. Mensch. Das Epitheton gautengensis nimmt Bezug auf die südafrikanische Provinz Gauteng, deren Name auf Süd-Sotho „Ort des Goldes“ bedeutet und aus der die Homo gautengensis zugedachten Fossilien stammen. Homo gautengensis bedeutet folglich sinngemäß „Mensch aus Gauteng“.

## Erstbeschreibung
Als Holotypus wurde in der Erstbeschreibung das Fossil Stw 53 ausgewiesen, das Alun R. Hughes bereits am 9. August 1976 in Sterkfontein entdeckt und 1977 gemeinsam mit Phillip Tobias wissenschaftlich beschrieben hatte.
Das stark fragmentierte Fossil Stw 53, das diverse Merkmale mit dem Homo habilis-Fossil OH 62 teilt, stammt aus einer Fundschicht, die zunächst auf ein Alter von 2,0 bis 1,5 Millionen Jahre datiert worden war. Es wird aufbewahrt an der Witwatersrand-Universität. Erhalten geblieben sind Teile des Oberkiefers mit einigen Backenzähnen, ferner mehrere Knochenstücke aus dem Bereich des Jochbeins, der Stirn und des Hinterhaupts. Da diese Knochenfragmente aus unterschiedlichen Bereichen des Schädels stammen und verbindende Stücke fehlen, erwies sich die Rekonstruktion ihrer natürlichen Anordnung als schwierig. Daher wurde das Fossil von einem Teil der Forscher – darunter 2006 auch Darren Curnoe – zu Homo habilis gestellt, von anderen aber zu Australopithecus africanus. Auch wurde die ursprüngliche Zuordnung des Fossils zur 2,0 bis 1,5 Millionen Jahre alten Fundschicht angezweifelt und das Fossil der nächstälteren Schicht zugeschrieben, die 2,6 bis 2,0 Millionen Jahre alt ist. Ferner publizierte Darren Curnoe eine von der ursprünglichen Rekonstruktion abweichende Rekonstruktion, die Stw 53 gemeinsam mit dem Fossil SK 847 aber erneut ausdrücklich zu Homo habilis stellte; die Plausibilität dieser Rekonstruktion wurde jedoch umgehend von einem südafrikanischen Experten infrage gestellt.

## Deutung als südafrikanische Sonderentwicklung

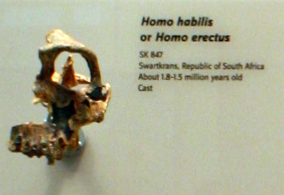
SK 847, ein Schädelfragment, das gemeinhin als Homo habilis oder H. ergaster eingestuft wird und von Curnoe als H. gautengensis bezeichnet wurde

Obwohl auch Darren Curnoe einräumt, dass die Datierung zahlreicher südafrikanischer Funde ebenso umstritten ist wie – wegen des schlechten Erhaltungszustands – ihre Rekonstruktion, interpretierte er das Fossil Stw 53 im Mai 2010 als Holotypus einer eigenständigen (endemischen), nur anhand südafrikanischer Funde belegten Art der Gattung Homo. Als zusätzliche Belegexemplare (Paratypen) für die Merkmale der Art wurden dem Holotypus mehr als 20 weitere, zum Teil seit Jahrzehnten bekannte Fossilien aus Sterkfontein, Swartkrans und Drimolen beigegeben; zu diesen Paratypen gehört u. a. der teilweise erhaltene Schädel SK 847, der von anderen Experten als Homo ergaster interpretiert wird sowie mehrere Unterkiefer. Sollte diese Neugruppierung und die mit ihr verbundene Umbenennung der Fossilien Bestand haben, wäre Homo gautengensis neben Homo rudolfensis die früheste Art der Gattung Homo.
Die fachliche Beschreibung der Art stützt sich insbesondere auf Merkmale der Bezahnung und hier vor allem auf die Beschaffenheit der Oberfläche der großen Backenzähne. Körperteile unterhalb des Kopfes konnten keinem der Typus-Exemplare zugeordnet werden, auch wurden in der Erstbeschreibung keine Angaben zum Lebensraum und zur Nahrung gemacht. Jedoch hieß es in einer Publikation der Faculty of Science der University of New South Wales, die relativ großen Backenzähne deuteten auf das häufige Verzehren von relativ harter Pflanzennahrung hin. Zugleich wurde einem ausgewachsenen Individuum ein Körpergewicht von rund 50 kg zugeschrieben.

## Belege
1. 1 2  Darren Curnoe: A review of early Homo in southern Africa focusing on cranial, mandibular and dental remains, with the description of a new species (Homo gautengensis sp. nov.). In: HOMO – Journal of Comparative Human Biology. Band, Nr. 3, 2010, S. 151–177, doi:10.1016/j.jchb.2010.04.002.
2. ↑  Alun R. Hughes, Phillip V. Tobias: A fossil skull probably of the genus Homo from Sterkfontein, Transvaal. In: Nature. Band 265, 1977, S. 310–312, doi:10.1038/265310a0.
3. 1 2  Darren Curnoe, Phillip Tobias: Description, new reconstruction, comparative anatomy, and classification of the Sterkfontein Stw 53 cranium, with discussions about the taxonomy of other southern African early Homo remains. In: Journal of Human Evolution. Band 50, Nr. 1, 2006, S. 36–77, doi:10.1016/j.jhevol.2005.07.008.
4. ↑  Winfried Henke, Hartmut Rothe: Stammesgeschichte des Menschen. Springer Verlag, Berlin 1999, S. 159.
5. ↑  Walter W. Ferguson: Reappraisal of the taxonomic status of the cranium Stw 53 from the Plio/Pleistocene of Sterkfontein, in South Africa. In: Primates. Band 30, Nr. 1, 1989, S. 103–109, doi:10.1007/BF02381216.
6. 1 2  Ron Clarke: Latest information on Sterkfontein's Australopithecus skeleton and a new look at Australopithecus. In: South African Journal of Science. Band 104, Nr. 11–12, 2008, S. 443–449, Volltext (PDF; 1,4 MB).
7. ↑  Jeffrey H. Schwartz, Ian Tattersall: The Human Fossil Record, Volume II: Craniodental Morphology of Genus Homo (Africa and Asia). Wiley-Liss, 2003, S. 263, ISBN 978-0-471-31928-3.
8. ↑  New species of human ancestor identified. (Memento vom 29. Mai 2010 im Internet Archive) Im Original erschienen auf dem Server der University of New South Wales, Faculty of Science*, am 20. Mai 2010.